# Zhu Jun
Zhu Jun (朱俊S, Zhū JùnP; Gaoyou, 2 luglio 1984) è uno schermidore cinese.

## Palmarès
In carriera ha conseguito i seguenti risultati:
- Mondiali di scherma

Adalia 2009: argento nel fioretto individuale.
Parigi 2010: oro nel fioretto a squadre.
Catania 2011: oro nel fioretto a squadre.
- Universiadi

Shenzen 2011: bronzo nel fioretto individuale.